# Flavoxanthine
Flavoxanthine is een natuurlijk voorkomende gele kleurstof, behorend tot de groep der xantofyllen.
Het komt voor in vele planten, alhoewel het meestal wordt geïsoleerd uit de boterbloem. Als additief is het in de Europese Unie toegestaan onder E-nummer E161a met een aanvaardbare dagelijkse inname van 5 mg/kg lichaamsgewicht.